# Isak den store
Isak den store, även kallad Isak av Armenien och Sahak Partev (armeniska: Սահակ Պարթև), född 338, död 439 i Asjtisjat, var munk av parthiskt ursprung och  katholikos av Armenien. Han betraktas som en av Armeniens främsta religiösa personligheter, och vördas som helgon inom flera kyrkor, med festdag den 9 september. Han och Mesrob skapade det armeniska alfabetet och införde armeniska som liturgiskt språk till kyrkan.

## Biografi
Isak var son till Narses, sedermera förklarad som helgon, och ättling till Gregorios Upplysaren. I mycket unga år blev Isak föräldralös, och begav sig till Konstantinopel. Där mottog han den bästa utbildning som fanns under hans samtid, i synnerhet i orientaliska språk. 
Sedan han valts till det armeniska folkets patriark, katholikos, ägnade han sig åt att fortbilda folket. Armenien genomgick under denna tid en svår kris, sedan självständigheten gått förlorad 387 och landen delats mellan Bysantinska riket och Persien; var och en av delarna hade en armenisk kung, men i realiteten lydde dessa under respektive stormakt. I den bysantinska delen var armenierna förbjuda att använda syriska, vilket dittills varit det liturgiska språket. I stället anmodades de att hålla gudstjänst på grekiska, och gradvis helleniserades landet. I de persiska områdena var däremot grekiska förbjudet och syriska påbjudet. Armenierna hotades därmed att splittras och den nationella enheten att gå förlorad.
För att hålla samman de båda grupperna armenier, lät Isak och Mesrob enligt traditionen skapa det armeniska alfabetet. Därefter översatte de Bibeln, för första gången, till armeniska. Deras Bibelöversättning grundas på Peshitta och direkt från den hebreiska texten. Även liturgin översattes till armeniska. I de många högre läroverk som Isak grundat, lät han översätta en mängd annan litteratur, såväl grekiska som syriska religiösa texter, framför allt kyrkofäderna.
Han lät restaurera de kyrkor och kloster som perserna hade förstört, och höll tre koncilier för att återuppbygga den eklesiastikala disciplinen.
Samman med Mesrob, anses Isak vara den som skapade den armeniska riten, som även används av Armeniska katolska kyrkan, en katolsk kyrka med östlig rit.

### Övriga källor
- Biografi vid Catholic Online, sidan läst 9 september 2008
- "invention of Armenian alphabet", Encyclopædia Britannica (2008)